# Lijst van rijksmonumenten in Waalre (plaats)
De plaats Waalre telt 15 inschrijvingen in het rijksmonumentenregister. Hieronder een overzicht.
| Object                                                                          | Oorspronkelijke functie?  | Bouwjaar                                   | Architect   | Locatie                      | Coördinaten?                  | Nr.?   | Afbeelding                         |
| ------------------------------------------------------------------------------- | ------------------------- | ------------------------------------------ | ----------- | ---------------------------- | ----------------------------- | ------ | ---------------------------------- |
| Voormalige R.K. Kerk van St. Willibrord                                         | Kerk en kerkonderdeel     | 12e eeuw (kerk) 15e (toren en uitbreiding) |             | Oude Torenstraat bij 6       | 51° 23' 14" NB, 5° 26' 32" OL | 38182  | Meer afbeeldingen                  |
| Boerderij "het Kasteel"                                                         | Boerderij                 | 1867 (overblijfsel)                        |             | Dommelseweg 5                | 51° 22' 5" NB, 5° 26' 11" OL  | 38183  | Meer afbeeldingen                  |
| Terrein waarin een grafheuvel                                                   | Archeologisch monument    | waarschijnlijk Bronstijd                   |             | Ekenrooi                     | 51° 23' 2" NB, 5° 30' 9" OL   | 46183  | Upload foto                        |
| Fabrieksgebouw                                                                  | Industrie                 | 1845                                       |             | Markt 8                      | 51° 23' 9" NB, 5° 26' 38" OL  | 513702 | Meer afbeeldingen                  |
| Linneweverij van Dijk                                                           | Woonhuis                  | 1920                                       |             | Markt 6                      | 51° 23' 9" NB, 5° 26' 38" OL  | 513703 | Linneweverij van Dijk              |
| Linneweverij van Dijk                                                           | Woonhuis                  | 1891                                       |             | Markt 10                     | 51° 23' 9" NB, 5° 26' 36" OL  | 513704 | Meer afbeeldingen                  |
| Linneweverij van Dijk                                                           | Woonhuis                  | 1891                                       |             | Markt 7                      | 51° 23' 9" NB, 5° 26' 37" OL  | 513705 | Meer afbeeldingen                  |
| Linneweverij van Dijk                                                           | Woonhuis                  | 1891                                       |             | Markt 9                      | 51° 23' 9" NB, 5° 26' 36" OL  | 513706 | Meer afbeeldingen                  |
| Huize de Brink                                                                  | Woonhuis                  | 1900                                       |             | Markt 1 / Willibrorduslaan 2 | 51° 23' 10" NB, 5° 26' 40" OL | 513708 | Huize de Brink                     |
| Linnenfabriek van de familie Swane                                              | Industrie                 | 1861                                       |             | Willibrorduslaan 4           | 51° 23' 10" NB, 5° 26' 43" OL | 513709 | Linnenfabriek van de familie Swane |
| R.K.Kerk Heilige Willibrordus                                                   | Kerk en kerkonderdeel     | 1925                                       |             | Markt 22                     | 51° 23' 12" NB, 5° 26' 37" OL | 513711 | Meer afbeeldingen                  |
| R.K. pastorie                                                                   | Kerkelijke dienstwoning   | 1925-1934                                  | C. de Bever | Markt 23                     | 51° 23' 11" NB, 5° 26' 39" OL | 513712 | R.K. pastorie                      |
| Het Klooster                                                                    | Klooster, kloosteronderdl | 1911-1913                                  |             | Hoogstraat 6-8               | 51° 23' 15" NB, 5° 26' 38" OL | 513720 | Het Klooster                       |
| Raadhuis in traditionalistische stijl met elementen van baksteen-expressionisme | Bestuursgebouw en onderdl | 1929                                       |             | Koningin Julianastraat 19    | 51° 23' 30" NB, 5° 27' 42" OL | 513721 | Meer afbeeldingen                  |
| Sigarenfabriek                                                                  | Industrie                 | 1912                                       |             | Willibrorduslaan 1-3         | 51° 23' 11" NB, 5° 26' 42" OL | 513724 | Sigarenfabriek                     |